# Cedusa ledusa
Cedusa ledusa är en insektsart som först beskrevs av Waldo Lee McAtee 1924.  Cedusa ledusa ingår i släktet Cedusa och familjen Derbidae.
Artens utbredningsområde är Turkiet. Inga underarter finns listade i Catalogue of Life.